# O’ God, the Aftermath
O' God, the Aftermath (рус. О боже, последствия; в оригинальном издании альбома в буклете указано название как O' God, the Aftermath: The Marvelous End of the Exhausted Contender) — второй студийный альбом американской металкор-группы Norma Jean, выпущенный 1 марта 2005 года на лейбле Solid State Records. Это первый студийный альбом, в записи которого участвует новый вокалист и басист группы — Кори Брэндан и Джейк Шульц.
На песни «Bayonetwork: Vultures in Vivid Color», «Liarsenic: Creating a Universe of Discourse» и «Absentimental: Street Clam» были сняты видеоклипы .

## Об альбоме

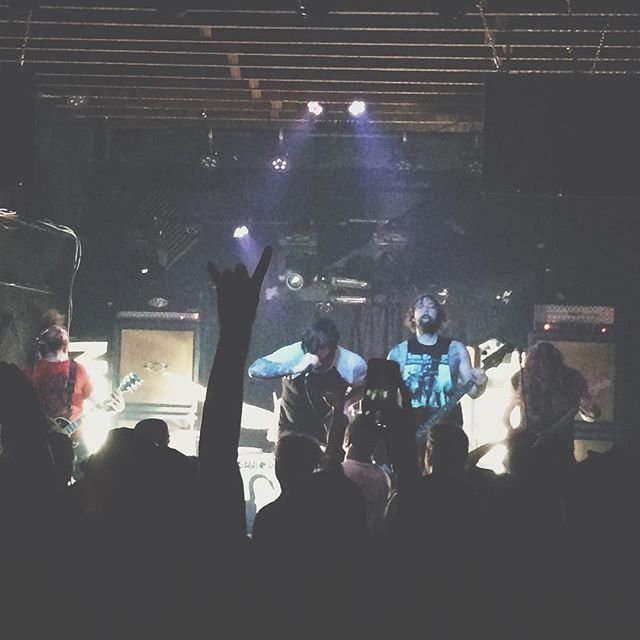
Norma Jean на концерте посвящённый 10-летию альбома O' God, the Aftermath в Джэксонвилле 22 сентября 2015 года

Когда группа писала альбом, участники писали его вместе и вдохновлялась разной музыкой. Клип на Absentimental: Street Clam был снят во время концерта в Нашвилле.
Альбом был переиздан 21 марта 2006 года в качестве CD/DVD, куда вошли более расширенное оформление, номинированное на Грэмми, два часа дополнительных видеоматериалов, а также композиция «ShaunLuu», как бонус-трек, который вошёл в саундтрек к американскому телесериалу Мастера ужасов. Изначально данная песня длилось 7 минут, но группе пришлось обрезать её размер для саундтрека. В переиздании, если воспроизвести CD задом на перёд пока на дисплее не отобразится −2:20, то можно услышать скрытую инструментальную композицию.
Трек «Pretendeavor: In Reference to a Sinking Ship» был ранее выпущен на лейбле Solid State Records и вошёл в альбом This Is Solid State: Vol. 5 под названием «In Reference to a Sinking Ship», это был первый релиз с новым вокалистом Кори Бренданом. Он был перезаписан с новыми концепцией и риффами на альбоме.
Песня «Absentimental: Street Clam» была ранее известена как «Manipulateral: Street Clam».
Названия всех песен являются примером такого способа словообразования, как словостяжение.

## Награды
Альбом был награждён премией Dove — «Recorded Music Packaging of the Year» на 37 церемонии GMA Dove Awards. В этом же году альбом был номинирован на премию Грэмми в номинации «Best Recording Package» на 48-й ежегодной церемонии вручения.

## Список композиций
Все тексты написаны Кори Брэнданом, вся музыка написана группой Norma Jean.
| №                   | Название                                                         | Длительность |
| ------------------- | ---------------------------------------------------------------- | ------------ |
| 1.                  | «Murderotica: An Avalanche in D Minor»                           | 1:58         |
| 2.                  | «Vertebraille: Choke That Thief Called Dependence»               | 3:13         |
| 3.                  | «Bayonetwork: Vultures in Vivid Color»                           | 3:29         |
| 4.                  | «Dilemmachine: Coalition, Hoax»                                  | 2:12         |
| 5.                  | «Coffinspire: Multitudes, Multitudes in the Valley of Decision!» | 4:26         |
| 6.                  | «Liarsenic: Creating a Universe of Discourse»                    | 4:08         |
| 7.                  | «Disconnecktie: The Faithful Vampire»                            | 10:03        |
| 8.                  | «Absentimental: Street Clam»                                     | 3:12         |
| 9.                  | «Charactarantula: Talking to You and the Intake of Glass»        | 4:18         |
| 10.                 | «Pretendeavor: In Reference to a Sinking Ship»                   | 4:27         |
| 11.                 | «Scientifiction: I. A Clot of Tragedy/II. A Swarm of Dedication» | 6:22         |
| Общая длительность: | Общая длительность:                                              | 47:53        |

| №   | Название                                      | Длительность |
| --- | --------------------------------------------- | ------------ |
| 12. | «ShaunLuu» (Трек 5 на CD и трек 12 на виниле) | 3:43         |

| №  | Название                                                  | Длительность |
| -- | --------------------------------------------------------- | ------------ |
| 1. | «Bayonetwork: Vultures in Vivid Color» (музыкальный клип) | 3:32         |
| 2. | «Absentimental: Street Clam» (музыкальный клип)           | 3:13         |

## Участники записи
Norma Jean
- Кори Брэндан Путман — вокал, ритм-гитара
- Скотти Генри — соло-гитара
- Крис Джон Дэй — ритм-гитара
- Джейк Шульц — бас-гитара
- Дэниел Дэвисон — барабаны

Производственный персонал
- Джастин Армстронг — помощник микширования, семплер
- Мэтт Бейлс — звукорежиссёр, микширование, продюсер
- Джон Дэйли — менеджмент
- Джефф Грос — фотограф
- Алекс Роуз — ассистент
- Тим Смит — менеджмент
- Хоуи Вайнберг — мастеринг

## Чарты
| Год  | Чарт                 | Позиция |
| ---- | -------------------- | ------- |
| 2005 | Billboard 200        | 62      |
| 2005 | Top Christian Albums | 1       |